# Bella Fokou
Bella Fokou (ou Bella Foukou, Bella Fouqqkou) est un village du Cameroun situé dans le département du Djérem et la Région de l'Adamaoua. Il fait partie de la commune de Ngaoundal.

## Population
En 1967, Bella Fokou (Bella Fouqqkou) comptait 53 habitants, principalement des Mboum. Lors du recensement de 2005, le village était habité par 701 personnes, 337 de sexe masculin et 364 de sexe féminin.

## Hydrographie
Les rivières Mbilo, Barnang et Sandi constituent les principales sources d'approvisionnement en eau du village. Ces cours d'eau cessent de couler en période sèche.